# Estell Manor
Estell Manor ist eine Stadt im Atlantic County, New Jersey, USA. Das U.S. Census Bureau ermittelte bei der Volkszählung 2020 eine Einwohnerzahl von 1668.

## Geographie
Nach dem United States Census Bureau hat die Stadt eine Gesamtfläche von 142,2 km², wovon 138,7 km² Land und 3,5 km² (2,44 %) Wasser ist.

## Geschichte
Zwölf Bauwerke und Stätten in Estell Manor sind im National Register of Historic Places (NRHP) eingetragen (Stand 28. September 2018), der Bethlehem Loading Company Mays Landing Plant Archeological Historic District und die Head of the River Church.

## Demographie
Nach der Volkszählung von 2000 gibt es 1.585 Menschen, 528 Haushalte und 432 Familien in der Stadt. Die Bevölkerungsdichte beträgt 11,4 Einwohner pro km². 94,20 % der Bevölkerung sind Weiße, 3,60 % Afroamerikaner, 0,44 % amerikanische Ureinwohner, 0,32 % Asiaten, 0,00 % pazifische Insulaner, 0,13 % anderer Herkunft und 1,32 % Mischlinge. 0,95 % sind Latinos unterschiedlicher Abstammung.
Von den 528 Haushalten haben 41,1 % Kinder unter 18 Jahre. 71,0 % davon sind verheiratete, zusammenlebende Paare, 7,4 % sind alleinerziehende Mütter, 18,0 % sind keine Familien, 13,8 % bestehen aus Singlehaushalten und in 6,8 % Menschen sind älter als 65. Die Durchschnittshaushaltsgröße beträgt 2,95, die Durchschnittsfamiliengröße 3,27.
30,2 % der Bevölkerung sind unter 18 Jahre alt, 6,5 % zwischen 18 und 24, 30,1 % zwischen 25 und 44, 23,6 % zwischen 45 und 64, 9,7 % älter als 65. Das Durchschnittsalter beträgt 37 Jahre. Das Verhältnis Frauen zu Männer beträgt 100:101,9, für Menschen älter als 18 Jahre beträgt das Verhältnis 100:101,6.
Das jährliche Durchschnittseinkommen der Haushalte beträgt 54.653 USD, das Durchschnittseinkommen der Familien 56.548 USD. Männer haben ein Durchschnittseinkommen von 42.305 USD, Frauen 29.219 USD. Der Prokopfeinkommen der Stadt beträgt 19.469 USD. 4,9 % der Bevölkerung und 4,9 % der Familien leben unterhalb der Armutsgrenze, davon sind 4,9 % Kinder oder Jugendliche jünger als 18 Jahre und 7,1 % der Menschen sind älter als 65.